# スターツインズ
『スターツインズ』（STAR TWINS、欧米タイトル: Jet Force Gemini）は、1999年12月1日に任天堂より発売された、NINTENDO 64専用のシューティング・アドベンチャーゲームである。日本国外では開発元のレア社（現・Xbox Game Studios）から発売されている。
2023年11月30日より『NINTENDO 64 Nintendo Classics 18+』にて配信開始（18歳以上のみプレイ可能）
。なお、正確なレーティングは「CERO Z（18才以上のみ対象）」ではなく「CERO D（17才以上対象）」となっている
。

## 概要
1999年9月21日の台湾大地震の影響でNINTENDO 64ソフトがらみの半導体を製造している企業が打撃を受け、店に配布されていたパンフレット等では11月27日が発売日となっていたが、実際の発売日は12月1日に延期された（このとき同時期のソフトだったカスタムロボも発売日を延期している）。また、当初予定していた4MBの拡張パックの対応を中止した。
北米版のパッケージの箱には対応表示があるため、混乱の種となったが、任天堂は振動パックの表示シールを張ることで、その混乱を避けた。北米では、スターツインズは1999年8月31日に発売予定であったが、ゲームの改善のため9月27日に延期された。製造の遅れにより、発売はさらに遅れ、10月11日となった。
E3発表時や開発当初はプレイヤーキャラが三頭身だったのだが、六頭身に変更された。ジュノとベラは、開発当初、より幼く小児っぽくデザインされた。後により成長した姿へと変更された。北米版ではチートの利用により小児のデザインで遊ぶこともできる。
4キッズエンタテインメント (en:4Kids Entertainment)はスターツインズと『パーフェクトダーク』の玩具、映画、娯楽製品の商品化権利を所有していたが、実際商品化されたものはないようである。
映像表現において「リアルタイムライティング（光源をその都度計算して表現する高度な技術）」を採用。SF的世界観の構築に貢献している。NINTENDO 64ではテュロックシリーズにて同様の表現がみられる。
また、シューティングゲームの中では難易度が比較的高いとされている。

## ストーリー
宇宙の平和のために戦うジェットフォース部隊。
それが銀河連邦のスキをついた悪の侵略者マイザーの総攻撃を受け、壊滅的な打撃を受けてしまった。
残ったのは正義感の強い双子の兄妹ジュノとベラ、そしてまるで生きているかのように精密で忠誠なロボット犬・ループスの乗る宇宙船一台にのみ。
だが彼らの宇宙船にもマイザーの魔の手が延び、さらには重要な同盟軍であったゴールドウッドの部族・トライバル達がマイザーの侵略を受けて悲惨な状況にあるのを聞くに及んで、ついに宇宙船から脱出、圧倒的な兵力を誇るマイザー軍を相手に戦う決意をしたのであった・・・

## キャラクター

### プレイヤーキャラ
- ジュノ（Juno）

ベラの双子の兄。幼いころ、スペーストレーダーでもあった両親を宇宙海賊に殺害されたことにより銀河警備隊ジェットフォースに所属することを目標にしてきた少年。部隊に入隊してからは仲間から信頼されるたくましい人間に成長する。妹と違い、考え深く落ち着いた性格。常に宇宙の平和を願っている。溶岩地帯を歩くことが出来る能力を持っている。実は操縦オンチで、マイザーのいるアステロイドに不時着してしまうというシーンもある。またマイザー宮殿では着地に失敗してしまうというミスも見かけることから少しドジなところがある。瞳の色は緑。
- ベラ（Vela）

ジュノの双子の妹で、互いに唯一の肉親同士。ジェットフォースに入隊した理由は兄と同じで、また同時に女性でも危険な世界で十分戦えることを証明しようとしている。性格は兄と違って活発でおてんばなため、感情が表に出てしまう。それ故考えることよりも先に行動することから、たまにトラブルに巻き込まれてしまうこともある。操縦テクニックは兄よりはおそらく上。水の中を泳ぐことが出来る能力を持つ。瞳の色は青。
- ループス（Lupus）

ジュノとベラの相棒でもあるロボット犬。タフで物事に動じない。任務に関しては忠実で、組織自体もロボット犬の存在は任務に欠かせない存在でもある。短い距離ではあるが、どんなところでもホバリングが出来る能力を持っている。
- フロイド（Floyd）

マイザー軍のドローン兵であったが、高性能コンピューター（AI）が搭載されていたために自我に目覚めてしまう。軍団のやり方に疑問を覚えた彼は処刑されるはずのトライバル達をかばい、そのため一度はバラバラに破壊されるもジュノによって修復、再生された。彼がいると二人プレイが可能になるが、キャラクターから離れて移動しながらのプレイは出来ない。　
※「フロイドパッド」というものがあり、これに乗るとフロイドを使ったミッションゲームが、コインを必要とするがプレイ出来る。ただ、レアウェアのゲームでは「ゲームが出来る」とは、「とてつもないミッションが待っている」と同意義。この伝統は『ドンキーコング64』に受け継がれている。

### サブキャラクター
- マイザー（Mizar）
- キング・ジェフ
- トライバル（Tribals）

## スタッフ
- スターツインズ開発チーム

Robin Beanland, Paul Cunningham, Neil Gallagher
Stephen Hall, N. Hutchinson, Andrew Innes
Alistair Lindsay, Leigh Loveday, Stephen Mcfarlane
Paul Mountain, Lee Musgrave, John Pegg
Brian Smyth, Martin Wakeley
- 声の出演

Neil Gallagher, Alistair Lindsay, Eveline Fischer
- プロダクションマネージャー： Simon Farmer
- プロデューサー： Chris Stamper
- エグゼクティブプロデューサー： Tim Stamper

## コマーシャル
畑正憲が出演。犬のループスを紹介するというものであった。

## キャンセルされたGBC版
N64版スターツインズの発売後、ゲームボーイカラー版の制作が始まったが、ゲームはほとんどの部分が完成していたのにも関わらず最終的に開発中止となり、理由不明のまま発売されることはなかった。
ゲームボーイカラー版の作曲者はJeroen Telで、後述をきっかけに2010年に楽曲ソースコードを公開しており、YouTube上で有志達の手によりサントラがアップロードされている。
発掘された経緯と状況
2009年に開発スタッフによって、プロトタイプカートリッジが発掘され、いくつかのプレイ画面のスクリーンショットがゲーム板スレッド上にアップロードされたが、「偽物」とする否定的な意見を数多く受けた事を不満に思い、カートリッジを売却した。
現在カートリッジは、売却先と思わしきYouTubeアカウントによって序盤のプレイ動画がアップロードされているのみとなっており、紛失状態となってしまっている。
元レア社のデザイナー兼プロデューサーであるマーティン・ウェイクリーによると、ゲームボーイカラー版スターツインズは「レア社のゲームを外注した唯一の例だ。Bits Studiosが開発を担当して、最後に見たときはほぼ完成していたが、どうなったのかはわからない」とコメントしている。
ゲーム内容
ゲームジャンルは、等角投影の上空視点シューティングアドベンチャーゲームで、マイザーを倒した後、ジュノとループスが未知の惑星から救難信号が受信し、攫われたベラを探すという内容だった。
スターツインズ本編クリア後の続きの内容となっており、事実上の続編であったと思われる。
ベラを救出すると、3人ともプレイアブルキャラとなり操作可能となるオプションが存在していた。
2025年現在、このゲームはレア社からも任天堂からも公式には発表されていないままとなっている。

## 他機種版による違い
Rare Replay
- ワイドスクリーン使用時に、レターボックスではなくフルスクリーンで表示される。
- 任天堂関連ものが全て削除されている。（ロゴ、クレジット）
- コントローラーのボタンが全てXboxのものに置き換えられている。
- ノイズエフェクトが描画されていない。（ムービーパートの字幕、ナイトゴーグル使用時など）

NINTENDO 64 Nintendo Classics 18+
- Rare Replayでは再現できなかったノイズエフェクトがオリジナル同様に描画されている。
- ワイドスクリーン使用時に、アスペクト比が16:9になるよう自動化される。Rare Replayとは違い、オリジナル同様のままである。
- 被ダメージ時（赤色）や照準がターゲットに狙いを定めた時（緑色）の点滅が暗くなるよう抑えられている。（Rare Replayにはない調整）